# Thiệu Yên
Thiệu Yên là một huyện cũ của tỉnh Thanh Hóa, tồn tại từ ngày 5 tháng 7 năm 1977 đến ngày 18 tháng 11 năm 1996.

## Địa lý
Huyện Thiệu Yên có vị trí địa lý:
- Phía bắc giáp các huyện Cẩm Thủy và Vĩnh Thạch
- Phía nam giáp huyện Đông Thiệu
- Phía đông giáp huyện Hoằng Hóa
- Phía tây giáp huyện Lương Ngọc.

## Lịch sử
Huyện Thiệu Yên được thành lập ngày 5 tháng 7 năm 1977 trên cơ sở sáp nhập 15 xã của huyện Thiệu Hóa ở tả ngạn sông Chu gồm: Thiệu Ngọc, Thiệu Vũ, Thiệu Thành, Thiệu Công, Thiệu Long, Thiệu Giang, Thiệu Quang, Thiệu Tiến, Thiệu Phúc, Thiệu Phú, Thiệu Hưng, Thiệu Duy, Thiệu Nguyên, Thiệu Hợp, Thiệu Thịnh vào huyện Yên Định.
Cùng trong năm 1977, các huyện Trung Sơn, Lương Ngọc, Đông Thiệu, Vĩnh Thạch được thành lập.
Khi hợp nhất, huyện Thiệu Yên có 43 xã: Định Bình, Định Công, Định Hải, Định Hòa, Định Hưng, Định Liên, Định Long, Định Tăng, Định Tân, Định Thành, Định Tiến, Định Tường, Thiệu Công, Thiệu Duy, Thiệu Giang, Thiệu Hợp, Thiệu Hưng, Thiệu Long, Thiệu Ngọc, Thiệu Nguyên, Thiệu Phú, Thiệu Phúc, Thiệu Quang, Thiệu Thành, Thiệu Thịnh, Thiệu Tiến, Thiệu Vũ, Yên Bái, Yên Giang, Yên Hùng, Yên Lạc, Yên Lâm, Yên Lộc, Yên Ninh, Yên Phong, Yên Phú, Yên Quý, Yên Tâm, Yên Thái, Yên Thịnh, Yên Thọ, Yên Trung, Yên Trường.
Ngày 23 tháng 10 năm 1978, hợp nhất 2 xã Yên Quý và Yên Lộc thuộc huyện Thiệu Yên thành xã Quý Lộc; chuyển thị trấn nông trường Thống Nhất thuộc huyện Lương Ngọc về huyện Thiệu Yên quản lý.
Ngày 17 tháng 2 năm 1979, hợp nhất 2 xã Định Công và Định Thành thành xã Công Thành.
Ngày 2 tháng 10 năm 1981, chia lại xã Công Thành thành 2 xã cũ lấy tên là xã Định Công và xã Định Thành.
Ngày 23 tháng 12 năm 1988, thành lập thị trấn Thiệu Yên, thị trấn huyện lỵ huyện Thiệu Yên trên cơ sở một phần diện tích và dân số của các xã Định Tường và Định Long.
Như vậy, đơn vị hành chính của huyện Thiệu Yên gồm thị trấn Thiệu Yên, thị trấn nông trường Thống Nhất và 42 xã: Định Bình, Định Công, Định Hải, Định Hòa, Định Hưng, Định Liên, Định Long, Định Tăng, Định Tân, Định Thành, Định Tiến, Định Tường, Quý Lộc, Thiệu Công, Thiệu Duy, Thiệu Giang, Thiệu Hợp, Thiệu Hưng, Thiệu Long, Thiệu Ngọc, Thiệu Nguyên, Thiệu Phú, Thiệu Phúc, Thiệu Quang, Thiệu Thành, Thiệu Thịnh, Thiệu Tiến, Thiệu Vũ, Yên Bái, Yên Giang, Yên Hùng, Yên Lạc, Yên Lâm, Yên Ninh, Yên Phong, Yên Phú, Yên Tâm, Yên Thái, Yên Thịnh, Yên Thọ, Yên Trung, Yên Trường.
Ngày 18 tháng 11 năm 1996, tái lập huyện Thiệu Hóa từ 15 xã ở tả ngạn sông Chu. Phần còn lại của huyện Thiệu Yên đổi lại tên cũ là huyện Yên Định, đổi tên thị trấn Thiệu Yên thành thị trấn Quán Lào thuộc huyện Yên Định.